# Széll Kálmán tér (metropolitana di Budapest)
Széll Kálmán tér è una stazione della linea M2 della metropolitana di Budapest.

## Storia
Fino al 2011 la sua denominazione è stata Moszkva tér.

## Strutture e impianti
È situata sotto piazza Kálmán Széll (in ungherese Széll Kálmán tér, precedentemente nota come Moszkva tér) nella zona di Buda.
Attualmente è la stazione più in profondità della metro di Budapest con i suoi oltre 38 metri. Possiede una sola banchina e due binari su cui transitano i treni in direzione Déli pályaudvar e Örs vezér tere.

## Servizi
La stazione dispone di:
- Biglietteria
- Scale mobili
- Fermata autobus di passaggio

## Interscambi
Nelle vicinanze della stazione effettuano fermata numerose linee urbane e interurbane automobilistiche e tranviarie, gestite da BKV.
- Fermata tram
- Fermata autobus

## Galleria d'immagini

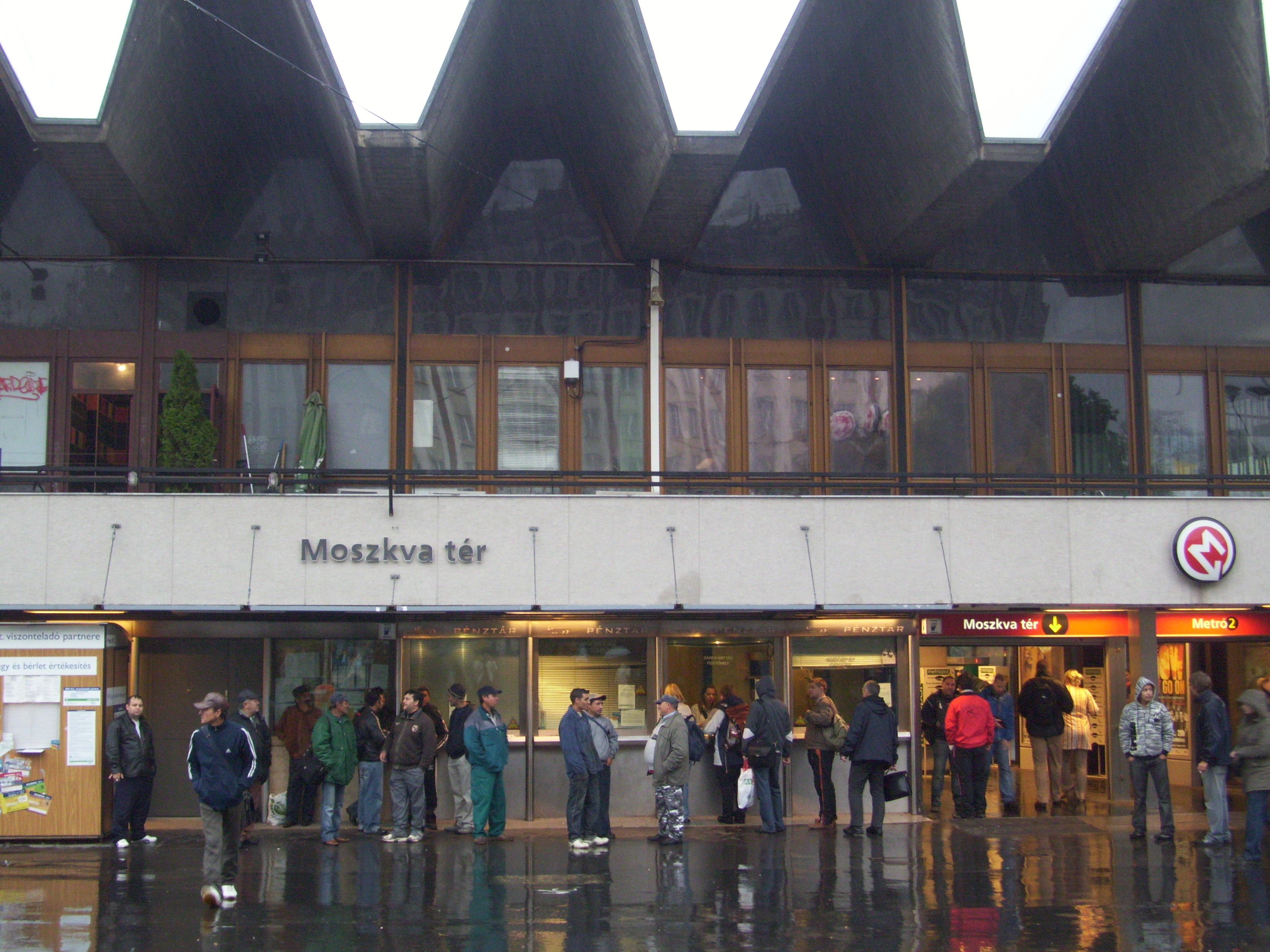
Ingresso della stazione
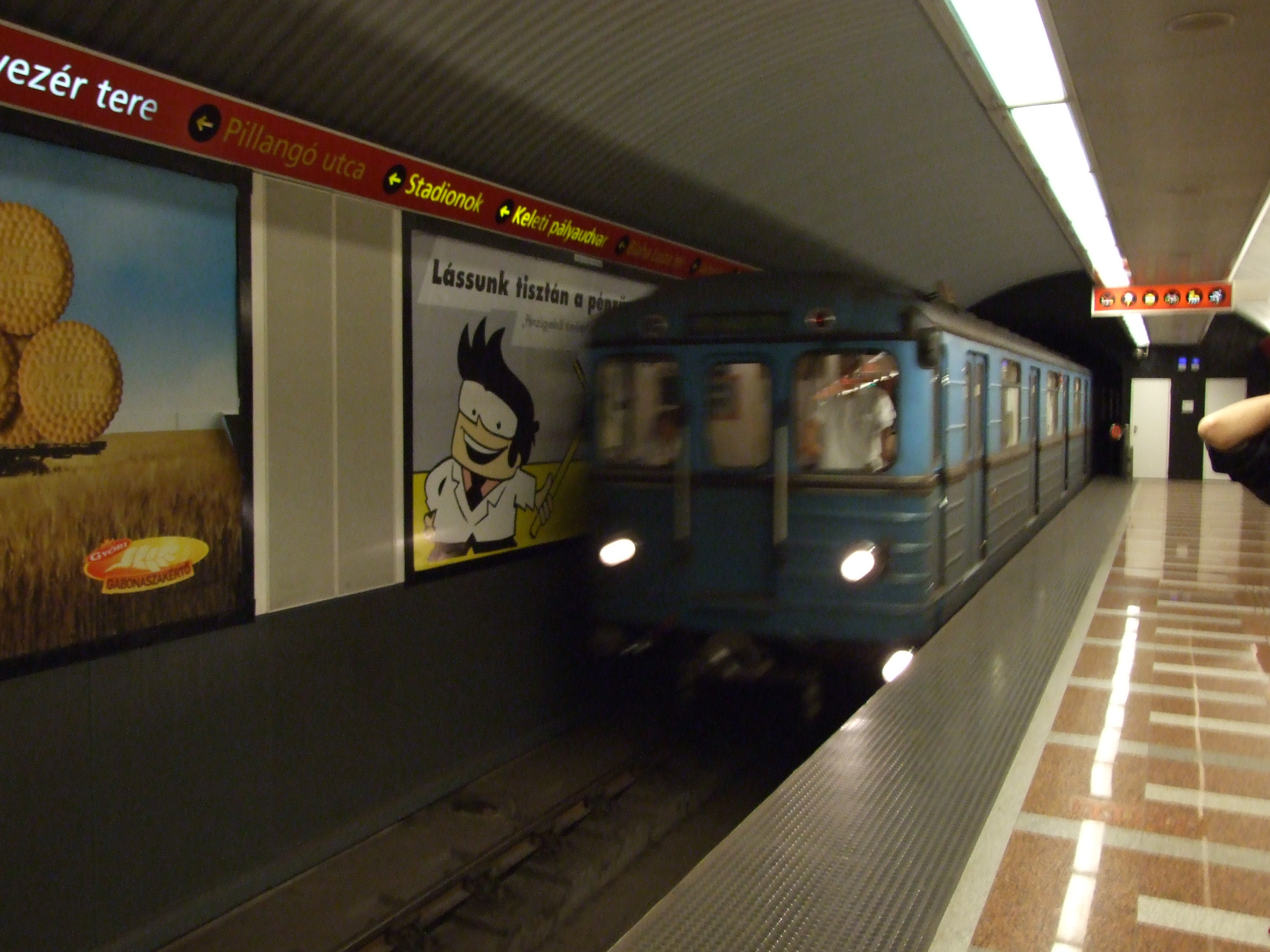
Treno del metrò